# 忻元甫
忻元甫（忻汉语拼音：xīn），1954年生，香港工业家、慈善家，有香港“玩具大王”之称，创办香港永正集团。

## 生平
1954年生于浙江鄞县。父亲是海员。1960年赴香港。早年上学时曾在香港多家玩具厂打工，因此与玩具工业结下不解之缘。1970年，年仅17岁的忻就创办了自己第一家玩具作坊。
1970年，世界石油危机，原材料价格上扬，忻的玩具厂被迫关闭，忻再次外出打工。20世纪70年代末，中国大陆改革开放，与人合伙赴广东顺德投资建厂，制造玩具。1982年，投资深圳西丽湖工业区。
后创办香港永正实业有限公司，任董事长。专制造玩具，曾代理美国漢堡王等商家的玩具制造。有“公仔玩具大王”之称。曾捐资500万人民币资助宁波大学办学，有忻元甫楼以其命名。至2013年，累计向大陆捐资办学逾2000万元。另有宁波市云龙镇中学“元甫教学楼”、宁波大学科学技术学院忻元甫剧场等等均由忻氏捐资建成并命名。